# Новопетрівка (Криворізький район)
Новопетрі́вка — село в Україні, у Софіївській селищній громаді Криворізького району Дніпропетровської області.
Населення — 135 осіб.

## Географія
Село Новопетрівка знаходиться на відстані 0,5 км від села Новоюлівка. Через село тече пересихаючий струмок з загатою. Поруч проходить автомобільна дорога Н11.

## Населення

### Мова
Розподіл населення за рідною мовою за даними перепису 2001 року:
| Мова       | Кількість | Відсоток |
| ---------- | --------- | -------- |
| українська | 130       | 96.30%   |
| російська  | 4         | 2.96%    |
| білоруська | 1         | 0.74%    |
| Усього     | 135       | 100%     |